# Boulevard du Triomphe
Le boulevard du Triomphe est une rue bruxelloise de la commune d'Auderghem et d'Ixelles qui relie le boulevard Général Jacques au boulevard de la Plaine sur une longueur de 1 450 mètres.

## Historique et description
Après 1880, on aménagea un nouveau Champ de Manœuvres militaire, l'ancien ayant dû faire place au parc du Cinquantenaire. Une route fut créée entourant cette surface. Le boulevard fut baptisé boulevard de la Plaine.
En 1890, afin de mettre tous les terrains à usage militaire sous le même règlement de police, Ixelles et Auderghem procédèrent à l’échange de terrains. Ainsi, une grande partie du boulevard de la Plaine (1450 m) relèvera d’Auderghem et formera la limite entre les deux communes.
Le boulevard était jadis étroit et non pavé. Sa physionomie actuelle date de 1974.
En 1916, afin de supprimer des doublons de noms de rues en région bruxelloise, Auderghem rebaptisa ce boulevard en boulevard du Triomphe, subtile provocation en pleine occupation allemande. Le tronçon ixellois conserva son nom d’origine.
La traduction néerlandaise Zegelaan sera elle transformée plus tard en Triomflaan.
Les boulevards du Triomphe et de la Plaine entourent le Campus de la Plaine (ancienne plaine des manœuvres), de l'ULB et de la VUB.
Abords
Trois victimes de la Première Guerre mondiale habitaient cette artère : rue Maurice Charlent, rue Jules Cockx et rue Eugène Denis.

## Situation et accès
| ___ | Ce site est desservi par la station de métro : Delta. |

## Inventaire régional des biens remarquables

### Adresses notables
à Auderghem :
- no 201 : Hôpital Delta (CHIREC)

à Ixelles :
- Caserne de pompiers Delta
- no 135 : École européenne de Bruxelles III

## Galerie de photos

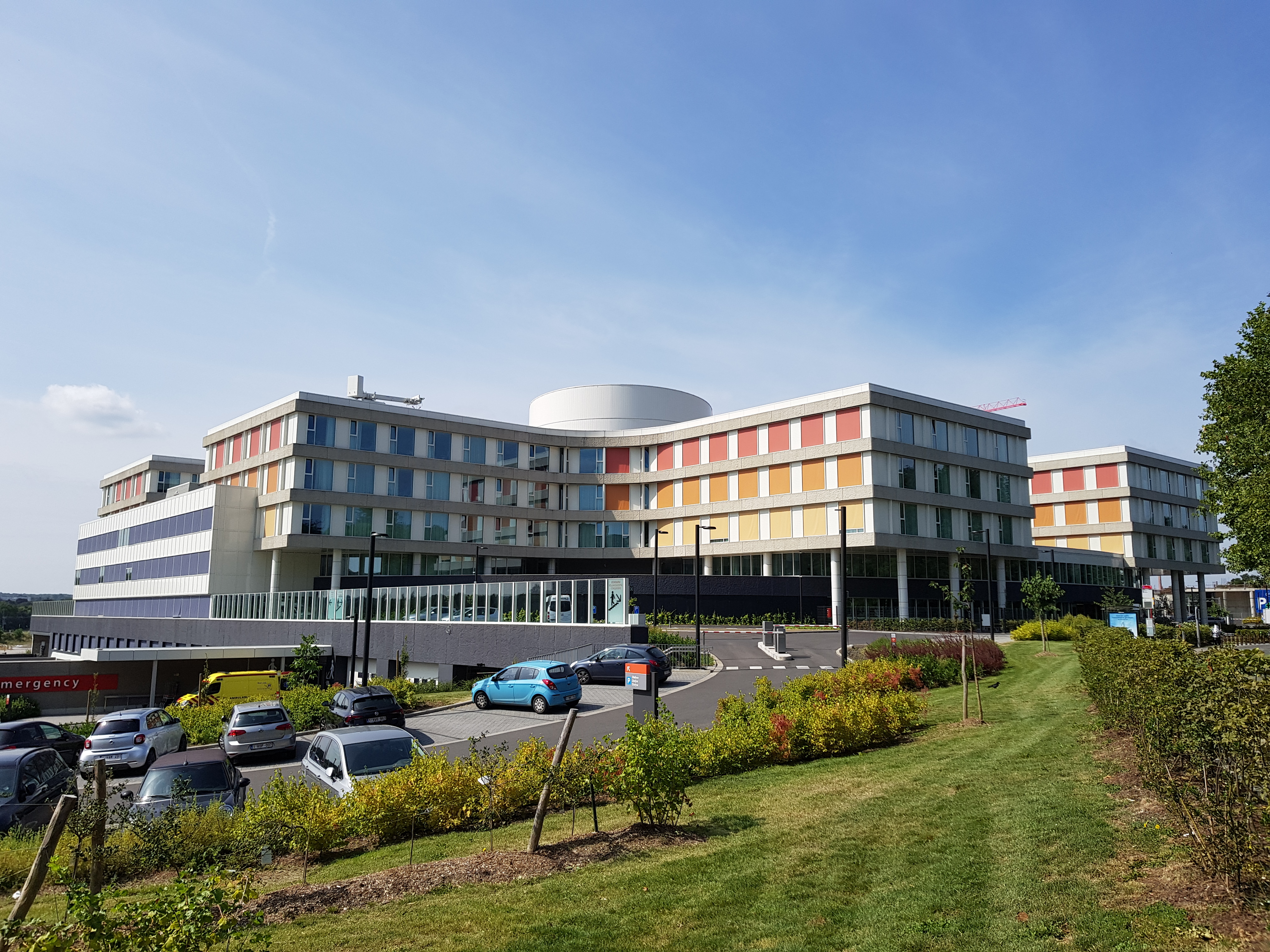
Hôpital Delta
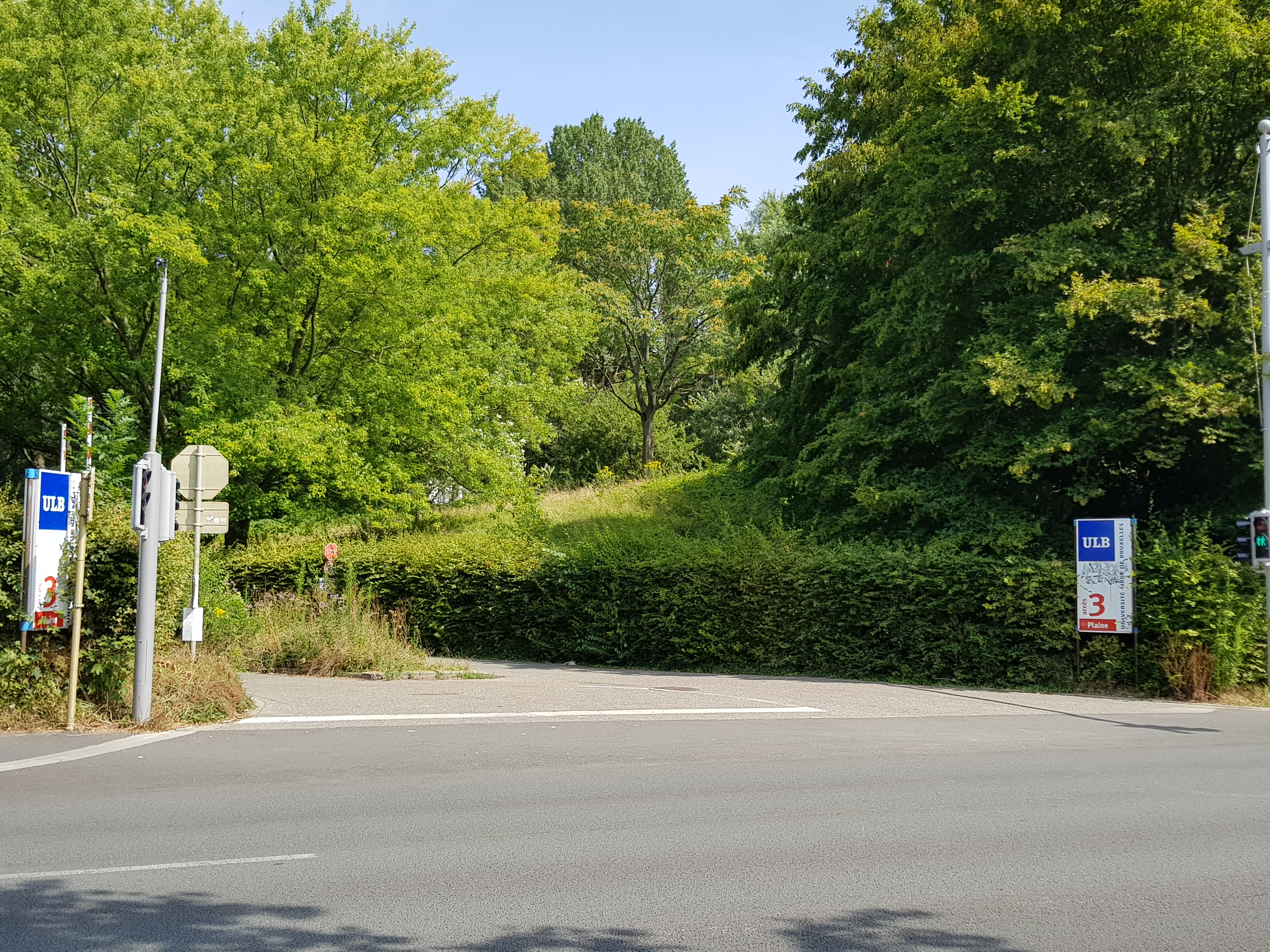
Accès 3 au Campus de la Plaine de l'ULB